# Eois yvata
Eois yvata là một loài bướm đêm trong họ Geometridae.